# جائزة فاتسلاف هافيل للمعارضة الخلاقة

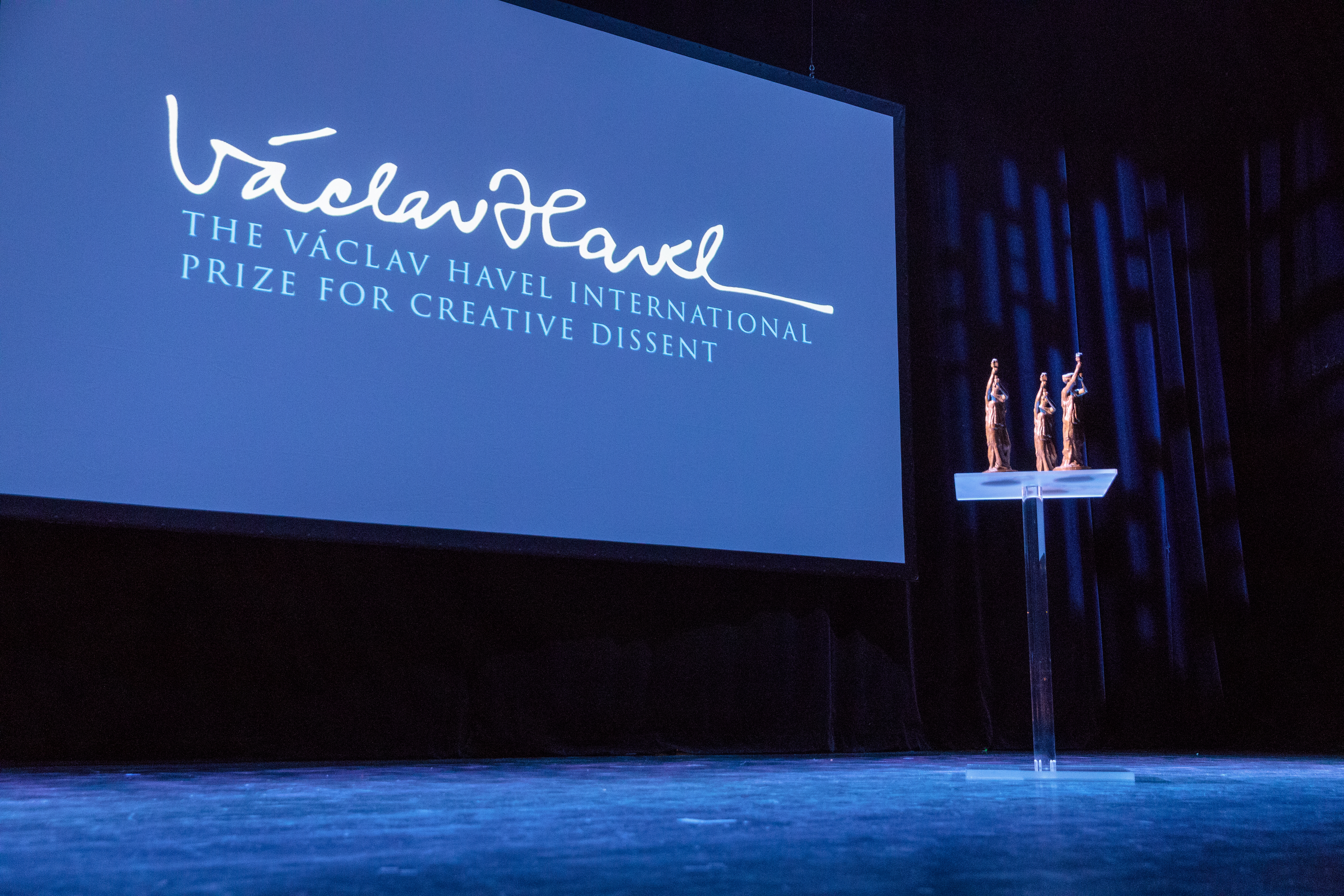
صورة حفل توزيع جوائز فاكلاف هافيل الدولية 2018 للمعارضة الخلاقة

جائزة فاتسلاف هافيل للمعارضة الخلاقة هي جائزة تأسّست في 2012 من طرف مؤسسة حقوق الإنسان في نيويورك. حسب رئيس هذه المؤسسة ثور هالفورسين، «الجائزة تعترف بالأفراد الذين يضطلعون في انشقاق (معارضة) خلّاقة، عارضين شجاعة وإبداعًا لتحدّي الظلم، والعيش في الحقيقة».

سُمّيت على شرف المسرحيّ والسياسي المعارض التشيكي فاتسلاف هافيل، الذي مات في ديسمبر السابق، الجائزة أُسّست بمساعدة أرملته، داغمار هافلوفا. سارغاي برين أحد مؤسسي غوغل وبيتر ثيال أحد مؤسسي بايبال ساهما الاثنان في تمويل الجائزة.

‌